# Cayetano Galeote
Cayetano Galeote Cotilla (Vélez-Málaga, 1839-Leganés, 3 de abril de 1922) fue un sacerdote católico que pasó a la historia por asesinar en abril de 1886 a su propio obispo, Narciso Martínez Izquierdo, primer prelado de la recién creada diócesis de Madrid-Alcalá.

## Biografía
Tras ser ordenado sacerdote, Galeote fue destinado a Madrid, entonces aún perteneciente a la inmensa archidiócesis de Toledo. Tras unos años de servicio en Puerto Rico y en Fernando Poo, regresó a Madrid en 1880. Por estas alturas vivía ya amancebado con una mujer a la que llamaba "sobrina". Su carácter difícil y en ocasiones agresivo, unidos a su codicia, provocaban que tuviese que mudar constantemente de destino pastoral, así como de domicilio (siempre en compañía de su "sobrina").
En 1885 llega Martínez Izquierdo a Madrid, como primer obispo de la nueva diócesis recién creada. El prelado se propuso imponer orden y disciplina eclesiástica en un clero que tenía triste fama por lo relajado de sus hábitos, y Galeote no tardaría en caer: el rector de la capilla donde trabajaba en aquel momento aprovechó para quitárselo de encima. Posteriormente el obispo aprobó la destitución, y trató infructuosamente de convencer a Galeote para que aceptara un nuevo destino. Sin recursos, y sintiendo que había sido víctima de una injusticia, el rencoroso sacerdote decidió que el propio obispo lo pagaría. El Domingo de Ramos de 1886, por la mañana, esperó a Martínez Izquierdo en la escalinata de la catedral de San Isidro, donde el prelado iba a celebrar la misa solemne. Allí, ante cientos de testigos, le descerrajó tres tiros con una pistola que (según declararía más tarde) llevaba siempre consigo desde su estancia en Puerto Rico. Mortalmente herido, el obispo falleció al día siguiente, 19 de abril de 1886.
Su juicio fue muy polémico, por las pasiones desatadas. Condenado a muerte a finales del mismo año 1886, la presión de la prensa hizo que se solicitase un nuevo informe médico, que le declaró en diciembre de 1887 la insanidad mental. Conmutada la pena de muerte, fue recluido a perpetuidad en el manicomio de Leganés, donde permaneció durante más de tres décadas, hasta su fallecimiento.